# 낭만파 남편의 편지
"낭만파 남편의 편지"(Love in 42.9)는 한국에서 제작된 최위안 감독의 2012년 미스터리, 멜로/로맨스 영화이다. 김재만 등이 주연으로 출연하였다.

## 출연

### 주연
- 김재만
- 신소현
- 박완규

### 조연
- 윤인영

## 기타
- 원작자: 안정효
- 분장: 정미경